# Live on Earth (Omnia)
Live on Earth is een muziekalbum van de Nederlandse pagan-folkband Omnia, dat in 2012 uitkwam.
De nummers op dit album werden live opgenomen op diverse tournees in Nederland en Duitsland.

## Nummers
1. Live show intro
2. Tine Bealtine
3. Auta Luonto
4. The Sheenearlahi Set
5. Niiv
6. Free
7. Toys in the Attic
8. I don’t Speak Human
9. Alive!
10. Wytches Brew
11. Richard Parker's Fancy
12. Dance Until We Die
13. Love in the Forest
14. Noodle the Poodle
15. Saltatio Vita
16. Etrezomp-ni-kelted
17. Fee Ra Huri
18. Morrigan